# Vinylon

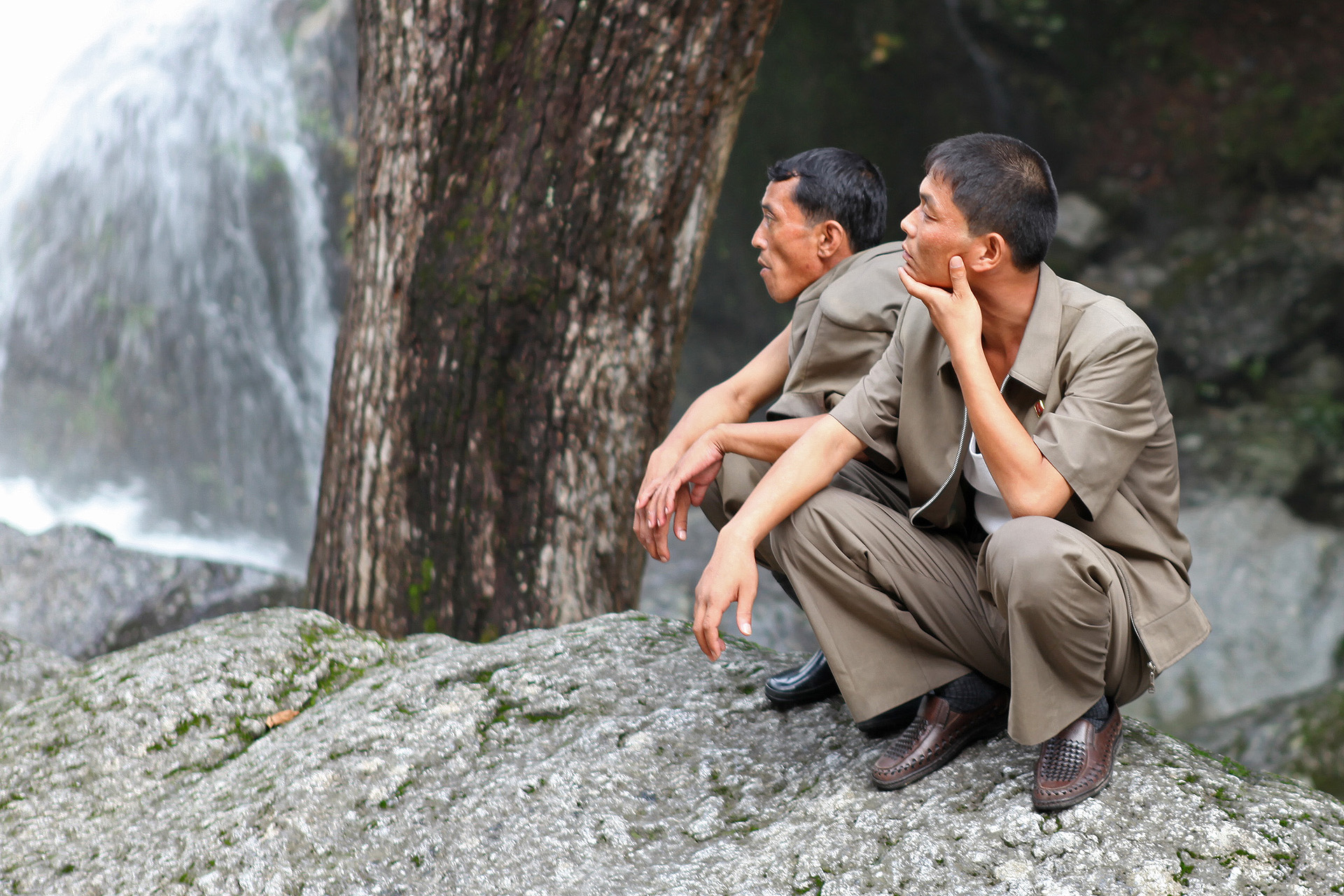
Uomini nordcoreani con indosso uniformi di vinylon.

Il vinylon, o vinalon, è una fibra sintetica prodotta a partire dall'alcool polivinilico e con l'impiego di antracite e e calcare come materie prime. Il vinylon fu sviluppato per la prima volta in Giappone nel 1939 da Ichiro Sakurada, Ri Sung-gi e Hiroshi Kawakami. La produzione sperimentale iniziò nel 1954 e nel 1961 fu edificato il "Complesso del vinylon 8 febbraio" a Hamhŭng, in Corea del Nord. Il vasto impiego del vinylon in Corea del Nord viene spesso considerato come un esempio del successo dell'ideologia Juche, tanto da essere nota anche come fibra Juche.
Il vinylon è la fibra nazionale della Corea del Nord ed è utilizzata per la maggior parte dei prodotti tessili, sostituendo fibre come cotone e nylon prodotti in piccole quantità. Oltre che per gli indumenti, il vinylon è usato anche per scarpe, corde e come ovatta per trapunte.
L'artista tessile Toshiko MacAdam ha utilizzato il vinylon nelle sue prime opere, poiché era relativamente più economico del nylon.
Il vinylon è resistente al calore e alle sostanze chimiche ma presenta alcuni svantaggi: è rigido, ha un costo manifatturiero relativamente alto ed è difficile da tingere.

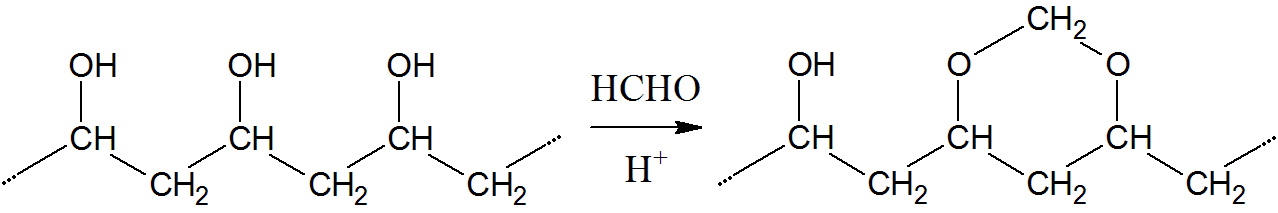
Sintesi del vinylon.

## Origini coloniali
Dal 1910 al 1945, la Corea fu sotto l'occupazione giapponese, e la penisola fu integrata nelle sfere politiche ed economiche dell'Impero. Di conseguenza, dopo lo scoppio della Seconda guerra sino-giapponese nel 1937, la Corea dovette partecipare allo sforzo bellico del Giappone. All'interno dello sforzo giapponese di creare un Paese più avanzato scientificamente e tecnologicamente per la guerra, un gruppo di ricercatori iniziò a lavorare alla creazione del vinylon.
La prima creazione di successo avvenne infatti nel 1939 ad opera di una squadra di ricercatori dell'Università di Kyoto. Tuttavia, il vinylon fu in seguito portato in Corea del Nord da Ri Sung-Gi, uno dei membri del gruppo, nel contesto della campagna nordcoreana per reclutare scienziati e ingegneri dalla Corea del Sud, in seguito alla liberazione della penisola nel 1945. All'epoca, Ri lavorava come professore all'Università nazionale di Seul. Durante la guerra di Corea, quando Seul fu occupata dall'Armata Popolare Coreana, fu offerta a Ri una posto da ricercatore in Corea del Nord che in seguito fu accettata.

## Scopo originario
Dopo la liberazione della Corea nel 1945, la Corea del Nord fu posta sotto l'Amministrazione civile sovietica che garantì aiuti economici per stabilizzare il Paese. A partire dalla fine della guerra di Corea nel 1953, l'Unione Sovietica, la Cina e altri paesi del blocco orientale iniziarono attivamente a inviare aiuti alla Corea del Nord.
Tuttavia, negli anni sessanta, l'aiuto dell'URSS diminuì e la Corea del Nord non ricette più aiuti sotto forma di sovvenzioni, ma di prestiti. Quindi, la leadership nordcoreana decise di accelerare gli sforzi per raggiungere l'autosufficienza, portando quindi alla piena mobilitazione delle risorse nazionali. Nel 1961, la Corea del Nord lanciò il suo primo piano settennale per lo sviluppo economico, incentrato sulle innovazioni tecnologiche, una rivoluzione culturale, il miglioramento degli standard di vita, la modernizzazione dell'economia e l'agevolazione del commercio e della cooperazione economica internazionale.

## VinylonCity

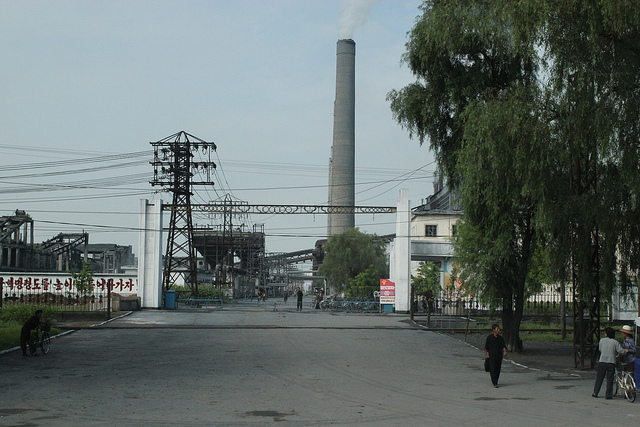
Entrata del Complesso industriale 8 febbraio a Hŭngnam.

Nelle prime fasi della storia della Corea del Nord, il governo guidato da Kim Il-sung basato sull'ideologia ufficiale del Juche (autosufficienza) promuoveva l'idea che l'unico modo per raggiungere l'obiettivo dell'indipendenza economica fosse attraverso l'industria delle macchine pesanti. La produzione del vinylon è stata quindi considerato come un passo verso lo sviluppo della Corea del Nord come un moderno stato industriale. Con tale appello al nazionalismo, il governo nordcoreano mobilitò i suoi cittadini per la costruzione e il sostegno di una nuova fabbrica di vinylon, ovvero il Complesso industriale 8 febbraio noto anche come Vinylon City.
Nel 1961, Vinylon City fu costruita nella città industriale nord-orientale di Hŭngnam in quattordici mesi, abbastanza veloce considerando il fatto che erano stati edificati cinquanta edifici. Vinylon City aveva una superficie totale di 130.000 m², possiede 15.000 macchine di produzione, 1 700 serbatoi per container e 500 km di tubazioni. L'edificio più alto di Vinylon City misurava 32 m in altezza con una ciminiera di 40 m ed era il laboratorio per l'acido acetico. Il reparto della filatura, responsabile della creazione della fibra e della spedizione, era l'edificio più grande, con 160 m di lunghezza e 117 m di larghezza e un'area di 35.000 m² .
Vinylon City divenne un oggetto d'orgoglio della Corea del Nord, essendo promossa come se fosse stata costruita senza aiuti stranieri. Il successo di Vinylon City dimostrò l'indipendenza dall'URSS e dalla Cina e parve riflettere l'ideologia Juche. Anche se gli operai dovettero svolgere compiti pericolosi e alcuni di loro persero la vita per dimostrare le capacità del paese, il vinylon servì quindi a rafforzare il comando ideologico del Partito del Lavoro di Corea e del dominio della famiglia Kim.
La città iniziò con l'obiettivo di produrre abbastanza fibra per rifornire l'intero Paese di vestiti, scarpe e altri beni. La fibra prodotta da Vinylon City veniva considerata così importante che durante la commemorazione annuale del compleanno di Kim Il-sung, alle persone furono regalati degli abbigliamenti in vinylon. Tuttavia, l'economia nordcoreana collassò e le carenze di combustibili portarono alla chiusura della città nel 1994.

## Riapertura del Complesso Vinylon
L'8 febbraio 2010, Kim Jong-il visitò l'ex complesso industriale di Vinylon City per celebrare la sua riapertura. Kim fu accompagnato da alti ufficiali del partito, come il presidente del Presidium dell'Assemblea popolare suprema Kim Yong-nam, il ministro della Difesa Kim Young-chun ed i segretari del Partito del Lavoro Kim Ki-nam e Choi Tae-bok. Questa fu la prima volta che il leader nordcoreano prese parte a un raduno di massa in una fabbrica. Mentre la sua presenza, e quella dei membri più importanti del partito, avrebbe potuto indicare l'importanza di Vinylon City e il suo ruolo nel far progredire le politiche economiche di Kim Jong-il, esistono prove che dimostrano come il complesso possa aver avuto un ruolo nel programma nucleare nordcoreano. Sulla base di un'analisi delle immagini satellitari, delle informazioni di Ko Chong-song (un ex funzionario nordcoreano nonché disertore) e di alcuni documenti tecnici nordcoreani, si ipotizza che il complesso di Hamhŭng produca dimetilidrazina asimmetrica, un combustibile per razzi che è stato usato nei missili a lungo raggio della Corea del Nord.